# Karl Henke
(en) Statistiques sur pro-football-reference
Karl Alfred Henke, né le 8 mars 1945 à Ventura, est un joueur américain de football américain.

## Biographie

### Enfance
Henke étudie à la Ventura High School de Ventura et décroche plusieurs titres notamment en athlétisme,. Il est à quatre reprises champion de la ville de Ventura en lancer du poids, de 1960 à 1963, et reçoit une mention honorable All-American. 

### Carrière

#### Université
Il entre d'abord au Ventura College où il poursuit ses exploits en athlétisme, décrochant deux titres de champion de la Western State Conference, toujours en lancer du poids. En football, il fait partie de l'équipe remportant le championnat de la conférence 1965 avant son transfert à l'université de Tulsa. En 1966, Henke décroche le titre de champion de la Missouri Valley Conference en lancer du poids et s'impose comme l'un des meilleurs joueurs de ligne de la conférence.

#### Professionnel
Karl Henke est sélectionné au huitième tour de la draft 1968 de la NFL par les Jets de New York au 214e choix. Il joue, lors de cette année de rookie, avec les Jets de Bridgeport en Atlantic Coast Football League, une ligue mineure servant de réservoir aux équipes professionnels de la NFL et de l'AFL. Il évolue comme defensive end remplaçant ainsi que dans l'équipe spéciale de New York, œuvrant dans la victoire au Super Bowl III. 
Mis sur la liste des indésirables avant le début de la saison 1969, il est rappelé par les Jets et échangé aux Patriots de Boston contre un choix au huitième tour de la draft 1970, utilisé sur Jack Porter. Henke est envoyé comme end titulaire dans la ligne défensive des Patriots, disputant dix rencontres dont sept comme titulaire, avant d'être mis en retrait en septembre 1970 et d'être résilié en 1971. Le défenseur signe avec les Chargers de San Diego mais ne dispute aucun match avec cette formation.